# Deutsche Gesellschaft für Pastoralpsychologie
Die Deutsche Gesellschaft für Pastoralpsychologie e.V. (DGfP) wurde 1972 von 72 Personen aus den evangelischen Landeskirchen und katholischen Bistümern als ökumenischer Fachverband gegründet. Eine gleichartige Organisation entstand auf dem Gebiet der DDR als „Arbeitsgemeinschaft für Seelsorge und Beratung (AGSuB)“. Bei den Gründungen orientierte man sich an entsprechenden Organisationsformen und Ausbildungsmodellen in den USA und den Niederlanden sowie an Bedarfen, die in der Entwicklung der Praktischen Theologie in der ersten Hälfte des 20. Jahrhunderts im deutschsprachigen Bereich sichtbar geworden waren. Der sozial- und humanwissenschaftliche Diskurs, besonders der der verschiedenen psychotherapeutischen Schulen, im und vom kirchlichen Dienst aus bedurfte dringend der fachspezifischen Unterstützung und praktischen Weiterentwicklung. Je nach Person, Zeit und Ort wird Pastoralpsychologie unterschiedlich wahrgenommen.

## Zweck
Der Zweck des Vereins ist die Förderung der wissenschaftlichen pastoralpsychologischen Arbeit und die Fort- und Weiterbildung von Pastoralpsychologinnen und Pastoralpsychologen durch die Weiterentwicklung von Zielvorstellungen, Ausbildungsstandards und -methoden. Der Verein führt regelmäßig Tagungen und Kongresse zu pastoralpsychologischen Themen durch und veröffentlicht die Zeitschrift Transformationen zu pastoralpsychologischen Themen.

## Name
Die Deutsche Gesellschaft für Pastoralpsychologie e.V. trägt den Untertitel „Fachverband für Seelsorge, Beratung und Supervision“. Die DGfP ist als gemeinnützig anerkannt.

## Ziele und Aufgaben
Die Satzung der DGfP führt dazu in § 9 aus:
- Förderung der wissenschaftlichen pastoralpsychologischen Arbeit und die Fort- und Weiterbildung von Pastoralpsychologinnen und Pastoralpsychologen,
- Konzeption und Organisation von Aus- und Fortbildungsmöglichkeiten auf überregionaler Ebene, dazu die Entwicklung von Zielvorstellungen, Ausbildungsstandards und -methoden
- Organisation und Durchführung von Tagungen und Kongressen zu pastoralpsychologischen Themen
- Kritische Rezeption sozial- und humanwissenschaftlicher Theorien und Methoden mit dem Ziel der Entwicklung eigenständiger pastoralpsychologischer Theoriebildung im Bereich der Praktischen Theologie sowie methodischer Ansätze für die Beratungs- und Seelsorgearbeit
- Sammlung und Verbreitung von Nachrichten auf dem Gebiet der Pastoralpsychologie
- Förderung der Koordination und Kooperation der verschiedenen pastoralpsychologischen Richtungen und Aktivitäten
- Interessenvertretung gegenüber und Zusammenarbeit mit anderen Fachverbänden und Institutionen.
- Zusammenarbeit mit vergleichbaren Vereinigungen.
- Aufstellung ethischer Grundsätze in der pastoralpsychologischen Arbeit.

## Mitglieder
Die DGfP hat (Stand: Januar 2025) ca. 720 Mitglieder. Es sind zum größten Teil Theologen der beiden großen Konfessionen, die Weiterbildungen in Seelsorge, psychosozialer Beratung, Therapie, Supervision oder Organisationsberatung absolviert haben. Viele sind selbst Ausbilder und Ausbilderinnen für diese Formate. Sie arbeiten zumeist in unterschiedlichen kirchlichen Berufsfeldern, einige sind freiberuflich tätig.
Die Grundsätze des Zugangs zur DGfP sind in der Satzung beschrieben, die konkreten Regelungen in den Standards der jeweiligen Sektion. Die aktuelle Satzung stammt aus dem Jahr 2017.

## Organe
Die DGfP hat drei in der Satzung verankerte und beschriebene Organe: die Mitgliederversammlung (MV), den Gesamtvorstand, der sich aus je drei Mitgliedern der Sektionsvorstände und der geschäftsführenden Person zusammensetzt, sowie die Standeskommission, die aus je einem Mitglied der fünf Sektionen besteht.
Die Mitgliederversammlung (§ 7 der Satzung) ist das oberste Beschlussgremium der DGfP. Der Gesamtvorstand (§ 6 der Satzung) führt die Geschäfte zwischen den jährlichen stattfindenden Mitgliederversammlungen nach den Beschlüssen der MV. Die Standeskommissionen (§ 8 der Satzung) wird tätig bei Beschwerden gegen einzelne Mitglieder wegen möglicher Missachtung der standesethischen Richtlinien (§ 9 der Satzung).
Die DGfP gibt regelmäßig eine theologische, pastoralpsychologische Fachzeitschrift mit dem Titel Transformationen – Pastoralpsychologische Werkstattberichte heraus, mit der sie theologische Aspekte insbesondere mit Sicht auf Human- und Sozialwissenschaften erörtert.

## Sektionen
Es gibt in der DGfP fünf Sektionen, die sich auf verschiedene psychologische bzw. therapeutische Referenztheorien beziehen. GOS (Gruppe–Organisation–System), GPP (Gestaltseelsorge und Psychodrama in der Pastoralarbeit), KSA (Klinische Seelsorgeausbildung), PPS (Personzentrierte Psychotherapie und Seelsorge) und T (Tiefenpsychologie). Seit 2017 ist eine sektionsungebundene außerordentliche Mitgliedschaft möglich.
Die Sektionen haben jeweils eigene Standards und Strukturen für ihre Weiterbildungen, Aufnahmen und Zertifizierungen. Jede Sektion hat einen Sektionsvorstand und eine für Aufnahmen und Graduierungen zuständige Kommission, meist Weiterbildungskommission genannt Für die Aufnahme sektionsungebundener Mitglieder wurde eine eigene Kommission eingerichtet, die aus je einem Mitglied der fünf Sektionen besteht.

## Zertifikate
Die Mitglieder der DGfP können drei verschiedene Zertifikate erwerben: Pastoralpsychologische Seelsorge DGfP, Berater DGfP, Supervisor DGfP. Die Sektionen zertifizieren zusätzlich Lehrsupervisoren DGfP, die einzeln und als sektionsgebundenes Gremium Funktionen im Rahmen der vereinsinternen Graduierung, Zertifizierung und Qualitätssicherung wahrnehmen. Die Zertifikate fokussieren auf den jeweiligen, im Namen erkennbaren Arbeitsbereich und bescheinigen den Erwerb professioneller Kompetenzen für diesen Arbeitsbereich.

## Arbeitsformen und -gruppen
Die DGfP führt seit ihrer Gründung jährlich einen Jahreskongress durch sowie jährliche Tagungen der Sektionen. Alle Tagungen sind für Gäste offen.
Die DGfP gibt im Eigenverlag in der Regel 2× jährlich die Zeitschrift „Transformationen – Pastoralpsychologische Werkstattberichte“ heraus.
Die DGfP hat einen „Wissenschaftlichen Beirat“, der über die Vergabe von Vereinsmitteln zur Förderung wissenschaftlicher Arbeiten im Bereich der Pastoralpsychologie entscheidet.
Die „Intersektionelle Fortbildungskommission“ (IFK) wird im Auftrag des Gesamtvorstands tätig und soll dabei helfen, die Standards der Sektionen und ihre Aufnahmeverfahren vergleichbar und kompatibel zu halten und wo möglich anzugleichen.
Der „Arbeitskreis Öffentlichkeit“ wird tätig, wenn der Gesamtvorstand Fragen zur Kommunikation des Vereins nach außen genauer bedacht haben will.
Daneben gibt es noch einen „Arbeitskreis Internationales und Interkulturelles / Diversity“ und einen „Arbeitskreis Pädagogische Arbeitsfelder“.
Die MV und der Gesamtvorstand benennen Vertreter bei der Deutschen Gesellschaft für Beratung (DGfB), zu deren Gründungsmitgliedern die DGfP gehört, beim Verbändeforum Supervision, bei ICPCC und ECPCC (globale und europäische Zusammenschlüsse pastoralpsychologischer Verbände) und beim Arbeitskreis Spirituelle Begleitung bei der Deutschen Gesellschaft für Palliativmedizin (DGP).